# 阿知波信介
阿知波 信介（あちは しんすけ、1940年3月21日 - 2007年5月4日）は、日本の俳優、芸能プロモーター。本名、阿知波 信雄（あちは のぶお）。元妻は女優の多岐川裕美、娘はタレントの多岐川華子。元娘婿は俳優の仁科克基（俳優の松方弘樹と女優の仁科亜希子の息子）。
島根県益田市出身。島根県立益田高校卒業。明治大学政治経済学部卒業。
俳優活動の後マネージャーへ転身、田中プロモーション副社長、アクターズプロモーション副社長、兼アクターズエージェンシー社長を務めた。

## 来歴・人物
元々は司会者志望で、大学卒業後に同郷である漫談家の徳川夢声に弟子入りを希望したが、徳川の勧めでテレビタレントセンターに所属。この間、美容研究家である竹腰美代子の体操の門下生となり、竹腰のリサイタルに出演する。
日本テレビのテレビドラマ『夫婦百景』や、東宝映画『太平洋奇跡の作戦 キスカ』などの出演を経て、1965年11月より開始した子供向け番組『おはよう!こどもショー』に体操のお兄さんとしてレギュラー出演。当時の紹介記事では「個性がそのまま出るので、この番組出演を機会に大きく飛躍したい」と述べている。
1967年、円谷プロダクション制作の特撮テレビドラマ『ウルトラセブン』のソガ隊員役で活躍するが、それ以降俳優として大成することはなく、俳優業を引退した。それでも、岡本喜八作品には端役ながら6作品に出演しており、『ウルトラセブン』ともども、ありしの日の姿をDVDなどで見ることのできる機会は多い。
三船プロダクションに入り、新人女優の多岐川裕美のマネージャーとなる。その後多岐川と結婚。同社から田中プロモーションが分裂した際に行動を共にし、さらに再分裂した際は竜雷太を社長に担いで秋野暢子、多岐川らとアクターズプロモーションを設立した。1988年、多岐川との間に娘・華子が生まれるが、1997年に離婚。多岐川とは結婚後、所属事務所であるアクターズプロモーションの副社長と所属女優という間柄になり、離婚後もこの関係は続いた。
2007年5月2日から行方不明となり、2日後の5月4日に鹿児島県霧島市の犬飼滝で遺体で発見された。67歳没。鹿児島県警は状況から自殺と断定した。2004年に脳梗塞により入院、死去する前の数年は高血圧に悩まされていたという。アクターズプロモーションは同月、破産申請。負債総額は5億とも言われる。

## エピソード
- デビュー当時の趣味は、ポピュラー音楽鑑賞。特技は野球、柔道[2]。
- 芸能界デビュー当時は、仕事の傍らジャズ喫茶で司会を担当していた[2]。
- 『ウルトラセブン』で共演した菱見百合子（現・ひし美ゆり子）からは、「アッチィ」の愛称で親しまれていたという。
- マンドリンが特技で、『ウルトラセブン』第28話では演奏を披露している[5]。

## 出演作品

### 映画
- 太平洋奇跡の作戦 キスカ（1965年、東宝） - 阿部上水[6]
- 血と砂（1965年、三船プロ / 東宝） - 関
- 殺人狂時代（1967年、東宝） - 酔客
- 東宝8.15シリーズ（東宝）
  - 日本のいちばん長い日（1967年） - 『出家とその弟子』を読む学徒兵（横浜警備隊）
  - 連合艦隊司令長官 山本五十六（1968年） - 大森二飛曹[6]
  - 激動の昭和史 沖縄決戦（1971年） - 外間曹長[6]
- 肉弾（1968年、ATG） - 候補生
- 赤毛（1969年、三船プロ / 東宝） - 平助
- 待ち伏せ（1970年、三船プロ / 東宝） - 若者
- トラ・トラ・トラ!（1970年、20世紀フォックス） - 藤田怡与蔵海軍中尉
- 可愛い悪女（1971年、松竹） - 新聞記者

### テレビドラマ
- 夫婦百景 第343話「宿かり夫婦」（1964年、NTV）
- 青春とはなんだ（1965年 - 1966年、NTV） - 友田政弘
- ウルトラセブン（1967年 - 1968年、TBS / 円谷プロ） - ソガ隊員
- 特別機動捜査隊（NET / 東映）
  - 第330話「道玄坂哀歌」（1968年） - 前田
  - 第362話「車椅子」（1968年） - 中山記者
- 戦え! マイティジャック（CX / 円谷プロ）
  - 第12話「マイティ号を取り返せ!!（前編）」（1968年） - ナレーター
  - 第25話「希望の空へ飛んで行け! （前編）」（1968年）- 脱走者
- 東京コンバット 第7話「深夜の捜査官」（1968年、CX）
- 怪奇大作戦 第12話「霧の童話」（1968年、TBS / 円谷プロ） - 亡霊を目撃する若い男
- 大河ドラマ / 天と地と（1969年、NHK） - 今川氏真
- おやじとオレと（1969年、NTV）
- 東京バイパス指令（1969年 - 1970年、NTV / 東宝）
  - 第10話「ゆがんだ青春」（1969年）
  - 第51話「襲撃」（1969年）
  - 第61話「ギャンブル往来」（1970年）
- 女殺し屋 花笠お竜 第22話「長脇差から愛をこめて」（1970年、12ch / 国際放映） - 鉄
- 木下恵介・人間の歌シリーズ / 俄＝浪華遊侠伝（1970年、TBS）
- 火曜日の女シリーズ / 九月は幻の海（1971年、NTV）
- 幻化（1971年、NHK）
- コートにかける青春（1971年 - 1972年、CX / 東宝）
- レモンの天使 第10話「千羽鶴の願い」（1971年、フジテレビ/東宝） - 予備校生
- さぼてんとマシュマロ（1971年 - 1972年、NTV / ユニオン映画） - 森裕介
- 天下御免（1971年 - 1972年、NHK）
- プレイガール 第145話「嵐を呼ぶ女」（1972年、12ch / 東映） - 権藤

### バラエティ
- おはよう!こどもショー（1965年、NTV） - 体操のお兄さん[7]

## プロデュース作品
- 郷愁（1988年、ATG）

## 阿知波信介（に該当する役）を演じた俳優
テレビドラマ
- 布川敏和『私が愛したウルトラセブン』（1993年、NHK） - ソガ役